# 播道兒童之家

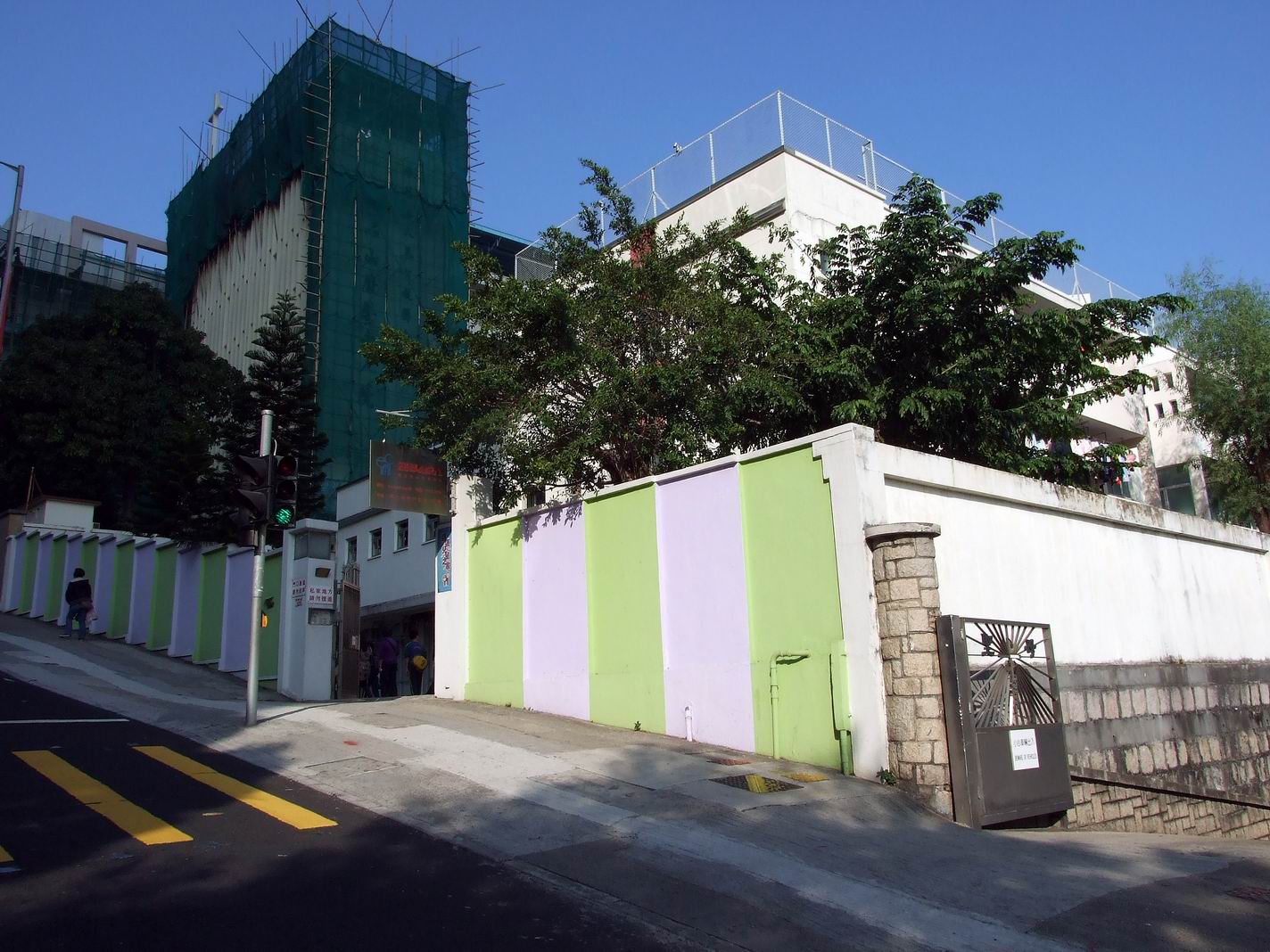
播道兒童之家

播道兒童之家（Evangel Children's Home）隸屬中國基督教播道會，成立於1956年。院舍位於香港九龍黃大仙沙田坳道120號。成立初期原以收容孤兒為主要目的，隨著時代的變遷，現時透過不同服務，致力扶助孤兒及來自破碎、困難家庭的兒童及青少年，提供一個安全的環境，讓孩子在愛與關懷下得到整全生命培育和發展。播道兒童之家為香港註冊的認可慈善團體（慈善機構註冊編號：91/210）、香港社會服務聯會及香港公益金的機構會員。

## 歷史
播道兒童之家創辦人為「美國播道會」（Evangelical Free Church of America）西教士申路德姑娘（Ruth Sundquist）。申路得姑娘眼見當時很多孤兒，無論在物質或在靈性上都十分貧乏，得不到足夠温飽與關懷，於是決意建立一個「家」，讓來自破碎家庭的兒童，可以在一個充滿關懷的環境中茁壯成長。
隨著服務需求日漸殷切，於1961年獲香港政府在黃大仙沙田坳道撥地興建獨立院舍。同時，美籍傳道人李懷德牧師（Rev. Wilbur Nelson）透過廣播節目在美國呼籲籌募興建大樓費用；直至1963年播道兒童之家大樓終於落成啟用，為香港有需要的兒童及青少年提供院護服務。
進入2000年代，按社會的需要，播道兒童之家不斷發展新服務，2012年新大樓落成後，全面增設「兒童日間院護服務」及「青年家舍及就業、輔導服務」，近年更拓展的「家舍青少年服務」，服務對象年齡及名額得以擴大，以回應時代轉變的需要。

## 服務
現時入住播道兒童之家的孩子，大多是因父母的身心問題或家庭問題及困難，而得不到適當照顧，經社會福利署申請轉介的。提供的主要服務包括：「兒童院護服務」、「兒童日間院護服務」及「青少年家舍服務」。
- 「兒童院護服務」：住宿名額男女共81名，入住孩子的年齡介乎6至18歲。
- 「兒童日間院護服務」（S.E.N. 學齡支援計劃）：為特殊學習需要的兒童提供一站式照顧、訓練及其家庭支援服務。
- 「青少年家舍服務」（第二人生助跑計劃） ：服務對象為家舍青少年，年滿18歲須離開兒童院舍，但未能回家居住; 或20至29歲、缺乏家庭或其他財政上支援之單身青年。計劃扶助他們面對居住、獨立生活、升學和就業的挑戰，提供生命培育、職涯規劃，幫助他們開展第二人生，推動他們自立發展、成為貢獻社會的青年。（按社會福利署規定，入住兒童院舍或寄養家庭的青少年，年滿18歲必須離開。）

## 董事會成員
- 主席

羅啟康先生
- 副主席

盧錦華先生，JP，MH
- 司庫

蔡智衡先生
- 書記

陳家明博士
- 董事

周賢明先生
許亞光牧師
郭靈欣先生
鄺建文先生
蕭仲駒牧師
羅美珍院長
- 顧問

卞子方醫生
周永恒先生
柯廣輝律師
譚沛渲先生
楊明康醫生
容曾莘薇博士